# إلياس براميل
إلياس حميد براميل لاعب كرة قدم قطري من أصل فرنسي . يلعب حالياً في نادي قطر.

## مسيرة اللاعب
لعب في نادي أم صلال ونادي قطر.

## روابط خارجية
- إلياس براميل على موقع Soccerway.com (الإنجليزية)